# Prospero Colonna
Ne doit pas être confondu avec Prospero Colonna (cardinal, 1426).
Pour les articles homonymes, voir Colonna.
Prospero Colonna (né en 1452 à Lanuvio, dans la province de Rome, dans la région du Latium - mort le 28 décembre 1523 à Milan) est un condottiere italien de la fin du XVe siècle et du début du XVIe siècle successivement au service du roi de France, des États pontificaux et du Saint-Empire romain germanique durant les guerres d'Italie. Membre de la famille Colonna, il est le cousin de Fabrizio Colonna, avec qui il combat souvent.

## Biographie
Il s’illustre pour la première fois en 1484 en défendant le château familial de Paliano contre les troupes des Orsini et des Riario. Après quelques autres batailles, il rallie le parti du cardinal della Rovere (futur Jules II), et est emprisonné par l’ennemi de ce dernier, le pape Alexandre VI, au Château Saint-Ange. Il est libéré puis emprisonné de nouveau pour s'être rallié à Charles VIII de France pendant son invasion de l’Italie. Finalement, le roi vainc le pape et entre à Rome avec Prospero et son cousin Fabrizio en 1495.
Prospero obtient le duché de Trasetto et le comté de Forlì, pendant que le roi contrôle Naples. Cependant, quand Charles quitte la ville, il aide son rival Ferdinand II d'Aragon à évincer le vice-roi Jacques de Trivulce.
La situation évolue encore avec l'invasion dirigée cette fois par Louis XII. En 1501, alors que Frédéric Ier de Naples s'enfuit sur l’île d'Ischia, les cousins Colonna essaient de défendre le royaume. Ils échouent et sont emprisonnés dans la ville tout juste capturée (dans le Castel Nuovo). Ils sont excommuniés par Alexandre VI, qui prend leurs châteaux dans le Latium. Finalement, libérés contre rançon, ils se mettent au service de Gonzalve de Cordoue, le nouveau vice-roi de Naples, au service de Ferdinand II.
Prospero joue un rôle important dans la victoire espagnole de Cerignola en 1503. La même année meurt Alexandre VI, ce qui lui permet de récupérer ses terres dans le Latium. Il commande ensuite la cavalerie à la bataille du Garigliano. Il ajoute Itri, Sperlonga, Ceccano et Sonnino à son domaine, devenant un des plus puissants seigneurs du sud de l'Italie, et épouse Covella di Sanseverino, qui lui donne un héritier, Vespasiano, époux de Giulia Gonzaga.
En 1515, il commande les troupes du pape Léon X dans le nord-ouest de l'Italie, près de Demonte. L'avant-garde de l'armée de François Ier, commandée par le maréchal de La Palisse traversant les Alpes au col de l'Argentière, le capture à Villefranche, action au cours de laquelle sont pris 600 chevaux de prix et 150 000 écus.
En 1522, il remporte la bataille de la Bicoque contre les Français.
Sa santé décline et il meurt en 1523 à Milan.